# Robert Gottschalk (Erfinder)
Robert Gottschalk (* 12. März 1918 in Chicago, Illinois; † 3. Juni 1982 Bel Air (Los Angeles), Kalifornien) war ein amerikanischer Kameratechniker, Erfinder und Mitbegründer von Panavision.

## Frühes Leben
Der in Chicago, Illinois geborene Sohn des Architekten und Hotelbauers Gustav und der Anna Gottschalk wuchs in guten materiellen Verhältnissen auf, in denen sein Interesse am Film geweckt wurde. Das Carleton College in Minnesota schloss er 1939 in Theater und Kunst ab. Anschließend zog er nach Kalifornien und eröffnete ein Kamerageschäft mit dem langfristigen Ziel, Filmemacher zu werden.

## Panavision

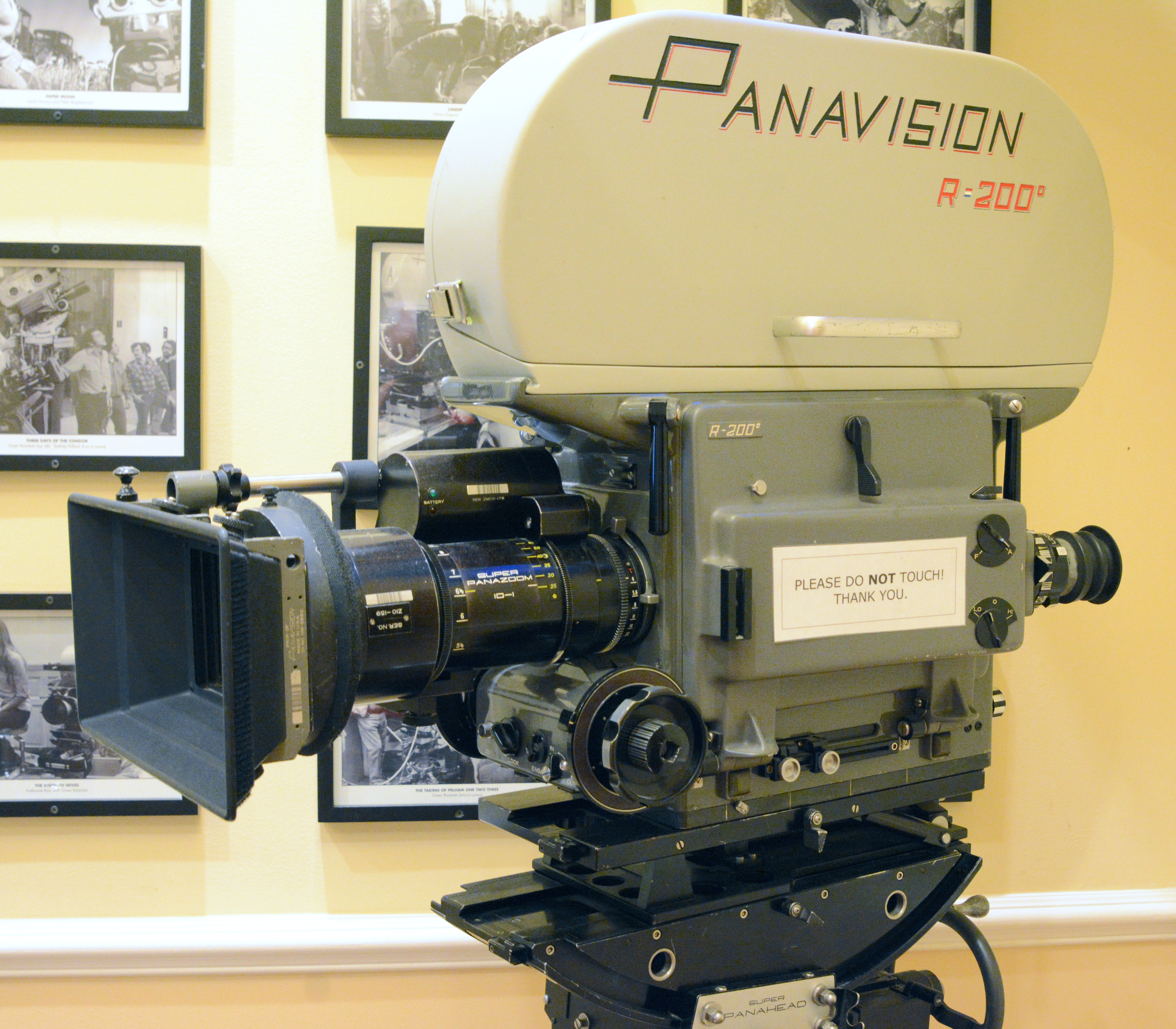
Panavision Filmkamera

Er beteiligte sich an einem Kamerageschäft und lernte später eine nahe gelegene Firma kennen, die Unterwasser-Filmausrüstung für Jacques-Yves Cousteau herstellte.
Da die herkömmliche Filmausrüstung Weitwinkelaufnahmen erschwerte, begann Gottschalk mit anamorphotischen Objektiven zu experimentieren, die von Henri Chrétien patentiert worden waren. 1953 kauften die 20th Century Studios das auf Chrétiens Patenten basierende CinemaScope-Verfahren und gaben ihm ihren Namen.
Während die Kameraobjektive nun verfügbar waren, benötigte das Verfahren auch Projektionsobjektive. Gottschalk schloss sich mit einigen Kollegen zusammen und begann, unter dem Namen Panavision Projektionsobjektive anzubieten, die prismatische statt zylindrische Optiken verwendeten. Dies führte zu einer erfolgreichen Ausweitung auf Kameraobjektive, die heute noch weit verbreitet sind.

## Preise und Erfolge
Gottschalk erhielt zwei Academy Awards. Der erste war ein Special Technical Oscar, den er 1960 für die Entwicklung des MGM Camera 65 Breitbild-Fotosystems erhielt. Er teilte sich den Oscar mit dem MGM-Manager Douglas Shearer und dem Panavision-Mitbegründer Richard Moore. 1979 erhielt er außerdem mit Panavision einen Academy Award of Merit für die Entwicklung der Panaflex-Kamera.
Unter Gottschalks Leitung und Ingenieurskunst erhielt Panavision von 1958 bis 1978 elf Academy Scientific and Technical Awards, den ersten bei der 31. Oscar-Verleihung für die Entwicklung des anamorphotischen Auto-Panatar-Objektivs, den Gottschalk stellvertretend für das Unternehmen entgegennahm.
Von 1977 bis zu seinem Tod erhielt Gottschalk 14 Patente für seine Objektive und anderes Kameraequipment, darunter körpermontierte Haltevorrichtungen, Schwingungsdämpfer und Kameragurte. Nach seinem Tod wurden sechs weitere Patente erteilt, das letzte im Mai 1986. Bis auf drei sind alle seine Erfindungen an Panavision vergeben.

## Tod
Am 3. Juni 1982 um 9 Uhr morgens erhielt die Polizei einen Anruf von Gottschalks langjährigem Lebensgefährten Laos "Ronnie" Chuman. Die Polizei fand Gottschalks übel zugerichtete Leiche im Hauptschlafzimmer seiner Villa in Bel-Air. Chuman, der bei der polizeilichen Vernehmung widersprüchliche Angaben machte, gestand den Mord, behauptete aber, er [Chuman] habe versucht, die Beziehung gegen Gottschalks Willen zu beenden, als der Streit ausbrach. Der Gerichtsmediziner von L.A. sagte später in einer Anhörung vor dem Prozess aus, dass Gottschalk mindestens fünf Schläge auf den Kopf und 19 Messerstiche in Rücken und Brust erlitten hatte, während Chuman nur eine geprellte Hand hatte.
Chuman wurde im November 1982 vor Gericht gestellt und im Juli 1983 des Mordes für schuldig befunden. Er wurde zu 26 Jahren bis lebenslänglich verurteilt. Bei der Urteilsverkündung sagte Richter Laurence J. Rittenband vom Santa Monica Superior Court, dass Gottschalk "sein eigenes Todesurteil" unterschrieben habe, nachdem herausgefunden worden war, dass sein Testament drei Wochen vor seinem Tod geändert worden war und Chuman 10 % seines Vermögens hinterlassen hatte.
Gottschalk wurde auf dem Westwood Village Memorial Park Friedhof in Los Angeles beigesetzt.